# 鞭

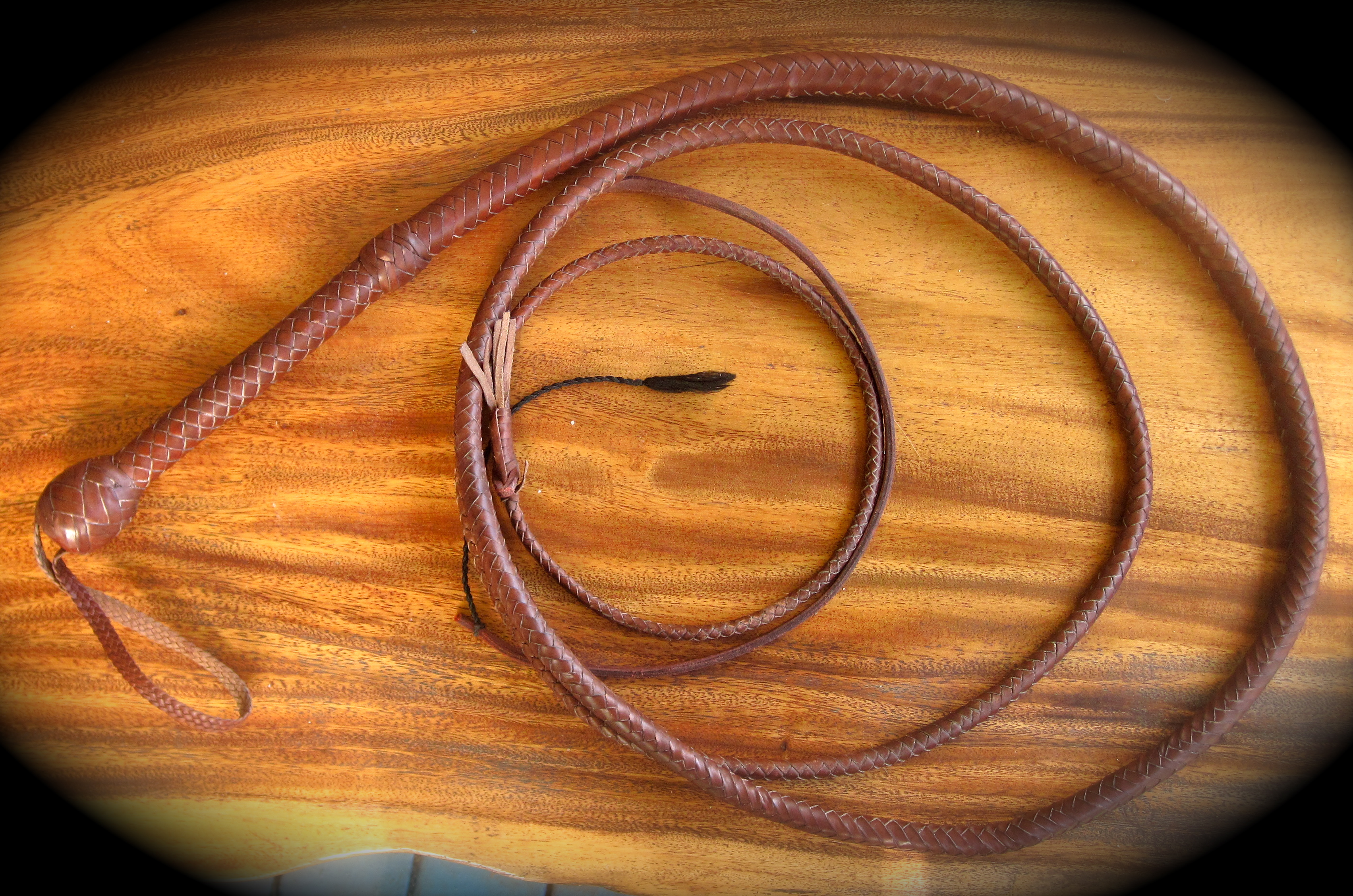
鞭の種別「一本鞭」(bullwhip)

鞭（むち、笞、Whip）は、動物（人も含む）を打つ（たたく）ための道具であり、持ち手（棒）の先に革の紐を編んで蛇状にした縄を取り付けた一本鞭（牛追い鞭:bullwhip）、竹などのよくしなる細長い棒状のもの（騎馬鞭）、などがある。動物に対しては、カウボーイが牛を追いたてるときや乗馬で騎手が馬を制御するときなどに使われる。また、人に対しては、主に殺傷目的以外の刑罰や拷問に用いられる。

## 概要
形状は
1. 縄状
2. 棒の先に縄
3. 縄無しの棒のみ

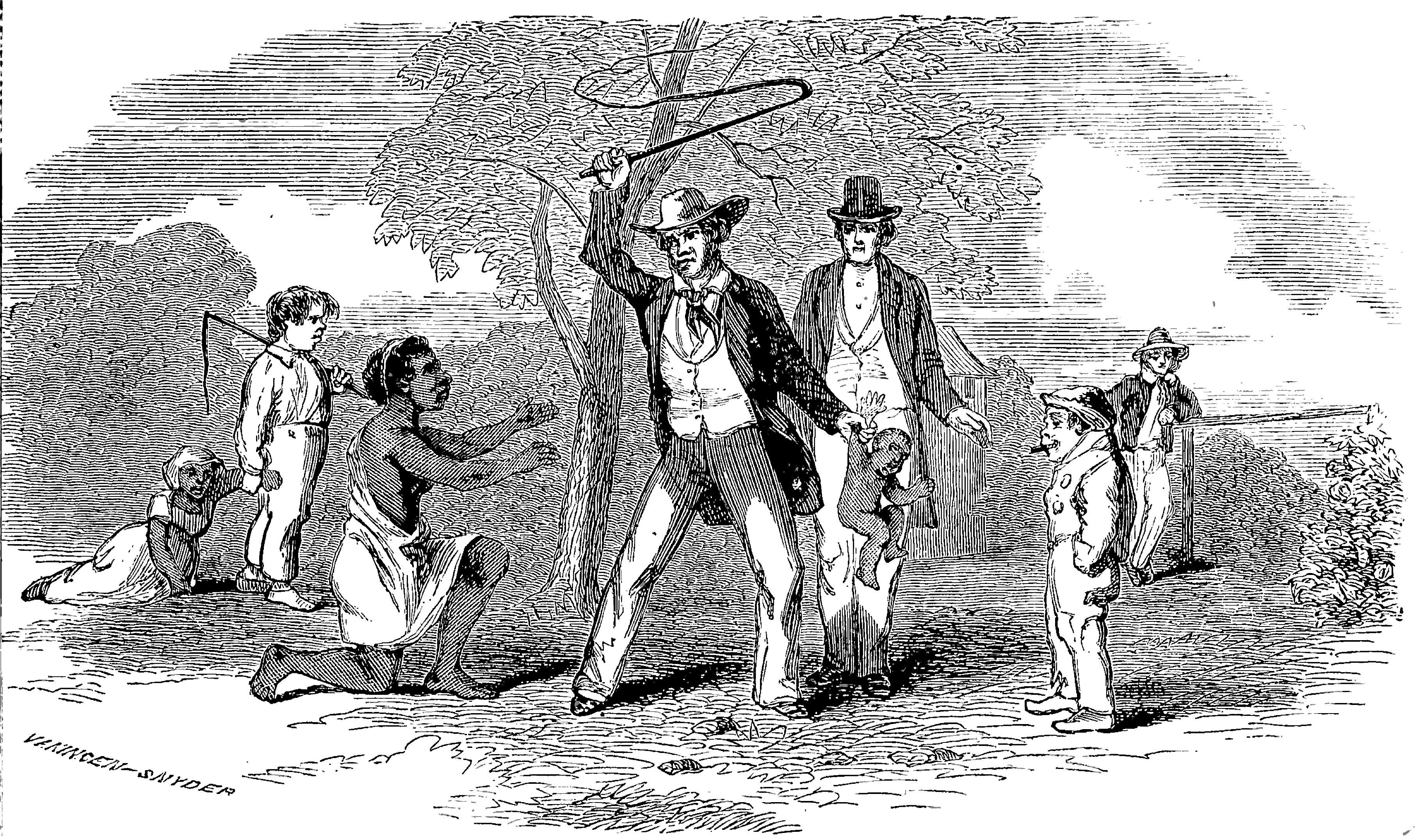
黒人奴隷を一本鞭で折檻する白人主人の図

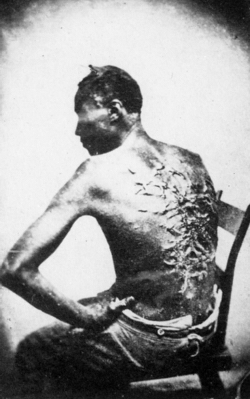
鞭打ちされた奴隷の背中

に大別される。概して「鞭」は革紐の縄を取り付けたものを、「笞」は竹製の棒状ものを指す。
鞭の使用目的は、動物に対する調教、また、人間に対する刑罰や拷問などの目的で、致命傷にならない範囲で苦痛を与えることである。これらの目的で用いられる鞭は縄状あるいは弾性の大きい棒であり、痛みを強く感じる皮膚にダメージを加え、骨折や打撲のような直ちに行動を妨げるケガを与えないように作られている。
刑罰としての笞打ちはかつては普遍的であり、現代でも一部のイスラム国家で行われている。 また「教鞭を執る」という成句があるように、かつては教育の目的で、世界中の学校で教師が鞭を持ち、使っていた。黒板を指す指示棒としての役割と、生徒への体罰に使う役割があった。しかし、現代は体罰が問題視され、使われなくなった。近年ではSMのプレイの一環として、嗜虐性趣味を持つ人間が用いる例もある。
棍棒や竹刀に近い形状の物は武器としても用いられたが、縄状のムチが戦闘に使われることはない。

## 種別

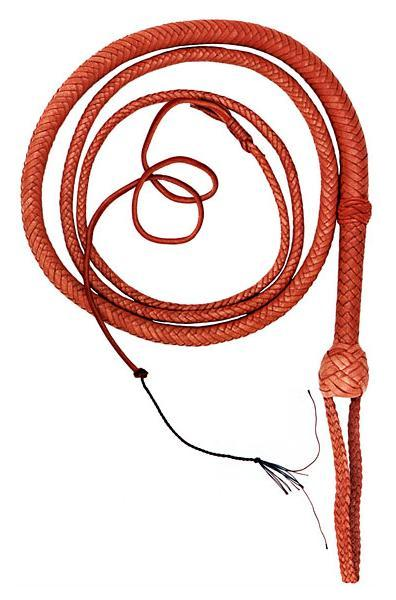
革を編んだ縄状の一本鞭

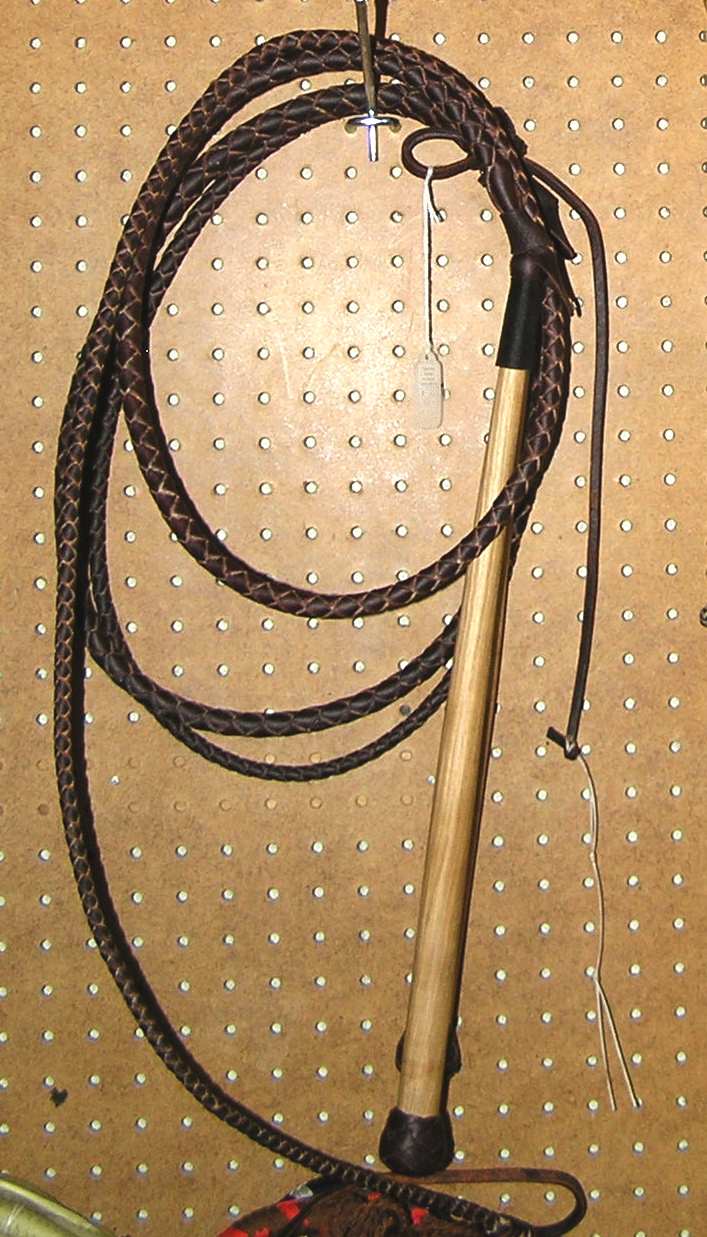
棒の先に縄の鞭

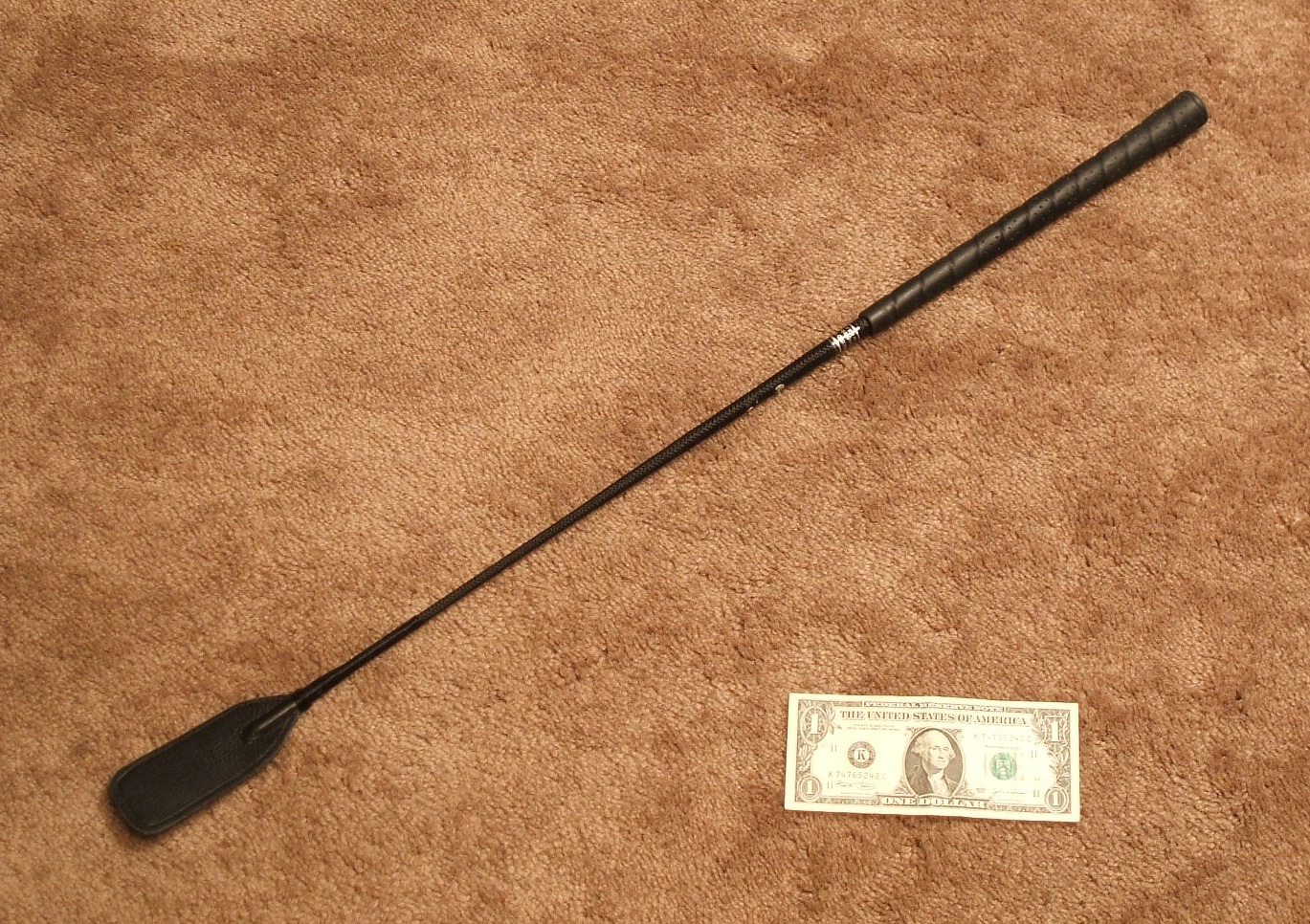
縄無し棒のみの騎馬鞭

一本鞭
英語ではブルウィップ(Bullwhip)というものであり、スティーヴン・スピルバーグ監督の映画『インディ・ジョーンズ シリーズ』の主人公、インディアナ・ジョーンズが使ったことで知名度が上がった。複数の細い革紐を束ね1本に編み込んだ長く柔軟な鞭で、長さは1mから8m近い物まである。発祥はカウボーイが牛を追いたてるために使われた道具であり、後に音を鳴らすウィップクラッキングと、的を狙うターゲットウィップに分かれアメリカ西部の競技などに用いられるようになった。鞭を振った際に生じる大きな音は音速を超えた鞭の先端が空気を切り裂いて生じた衝撃波のソニックブームであり、物体に当たって生じている音ではない。音速を超える鞭先端の切れ味は非常に鋭く、鞭で大根やアルミ缶などを切断することができる。
この鞭は人間に対して使用されることもあり、かつては犯罪者に対する刑罰や拷問に使われ、また、白人主人が反抗的な黒人奴隷を痛めつける際に用いられたことも多く、現代においても鞭打ち刑が採用されている地域がある。良く鞣された革紐を隙間なくしっかり編み上げた一本鞭は強靭で先端速度も速く、打撃面が細く集中し痛みが激しい。そのため裸体で鞭を受けた場合、たった一発の鞭で皮膚が切れ出血することや、大の成人男性があまりの痛さに泣いて許しを乞うたり、失禁したり気絶したりする受刑者も珍しくない。
また、BDSMで用いられることもあり、主にラバー鞭と編み上げ鞭の2種類がある。ラバー鞭は鞭部がゴムチューブになっており、重量感とともに打撃が重い。編み上げ鞭は革紐を編んで一本にしており、丈夫な上軽いため打撃がシャープである。柄の先からすぐに鞭になるものを一本鞭と呼ぶ。いずれも打撃面が細く痛みが強いため上級者向けである。
騎馬鞭
馬の尻などを打って馬に指示を出すための鞭（速度を上げさせるために叩くことを「鞭を入れる」と表現する）。長鞭と短鞭がある。競馬で使用する鞭は、ガラス繊維強化プラスチック、クジラのヒゲ等の芯を皮等で被覆したものであり、馬体を傷つけないように先端には平たい皮の板を取り付けたものが多い。英国競馬統括機構は馬と騎手の安全や馬の制御の為に鞭の使用は必要であると主張する一方、国際競馬統括機関連盟は鞭を何度も使用することは動物虐待であるとして、競馬での使用回数等に制限を設けている。日本においては国際協約に沿った「鞭の使用に関するガイドライン」が2011年に制定され、中央競馬では2017年よりルールの国際調和及び動物愛護の観点から、競走において騎手が使用する鞭をパッド付鞭に限定する。また、馬に対して鞭を使用することが制御や速度、安全性に関連はしないとする研究もある。
鞭（べん）
唐以降の中国などで用いられた、竹、木、金属など材質や長さがさまざまな警棒状の武器及び捕具。鉄で出来た物は鉄鞭、それ以外は硬鞭（こうべん）という。日本の十手も同種。柄となる部分以外には、威力を増すために竹のような節などが付けられている。中国の刑罰で鞭打ちとあった場合、縄状のムチではなく、棒状のムチを指す。成人男性が全力で殴りつけるので、刑の途中で死亡するものもいるほどであった（※→関連項目：鞭 (中国の武器)、捕具#中国の捕具、捕具#江戸時代の捕具、ケイン (鞭)、笞刑、鞭打ちなど）。
フレイル
棍棒に分類される武器であるが、鞭の特性も持っているもの。複数の棍が紐や鎖などでつながっており、振るうとつなぎ目の部分を軸にして先端部分が加速するため、ただの棒状の棍やメイスを振るうよりも高い打撃力を生み出すことができる。ただし、先端部分の動きの制御が難しく、味方や自分に当たる危険性があるという、鞭と同様の弱点も持っている。三節棍などが有名。
キャットオブナインテイル
柄に九つ、もしくはそれ以上の数の革紐を取り付けた拷問器具。一度の振りで多くのみみず腫れを起こす。房が多い分一本一本の威力が低く、戦闘用には向かないが、拷問用としては致命傷を与えにくいことが長所となる。「バラ鞭」とも称する。

リボン
新体操で使われる。プラスチックの棒とナイロンの布で出来ている。
スラップスティック
「むち (楽器)」を参照。音楽的効果として使われる打楽器。